# Sinularia agilis
Sinularia agilis is een zachte koraalsoort uit de familie Alcyoniidae. De koraalsoort komt uit het geslacht Sinularia. Sinularia agilis werd in 1970 voor het eerst wetenschappelijk beschreven door Tixier-Durivault. 